# Врело (хидрологија)
Врело је јак крашки извор. Јавља се на местима где топографска површина пресеца пукотине и подземне канале којима тече вода. Врела су најчешће веома богата водом и од њих настају реке, које се хране подземним токовима. Ако они пресуше, пресушиће и врело, а самим тим и река која од њега настаје. Заједничка одлика крашких извора је велика издашност, изразито колебање и тврдоћа воде.

## Типови врела
Издваја се седам различитих типова крашких врела:
- Воклијски извор
- Потајница (мукавица, интермитентни извор)
- Еставела
- Бочато врело (сланасто врело)
- Вруља
- Морска воденица и
- Морска еставела

## Повезано
- Крашко врело